# Fonction caractéristique (théorie des ensembles)
Cet article concerne les fonctions caractéristiques en théorie des ensembles. Pour les articles homonymes, voir Fonction caractéristique. Pour les fonctions indicatrices en analyse convexe, voir Fonction indicatrice (analyse convexe).

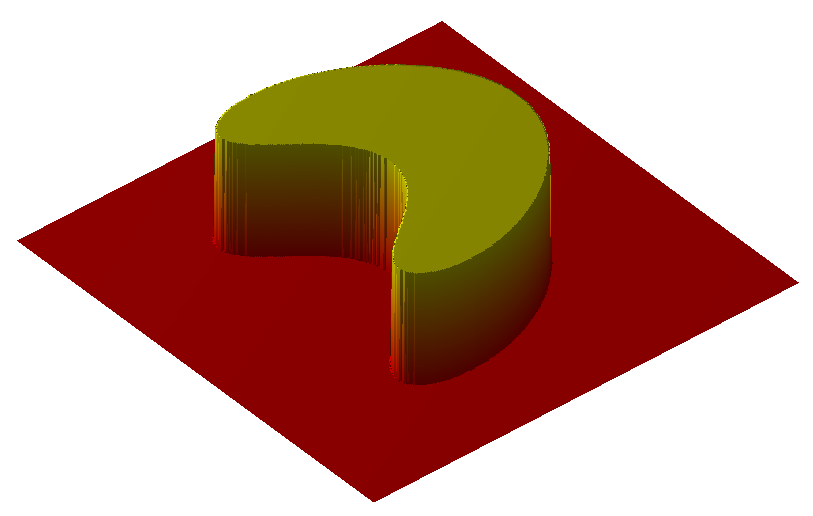
Le graphe de la fonction indicatrice d'un sous-ensemble à deux dimensions d'un carré.

En mathématiques, une fonction caractéristique, ou fonction indicatrice, est une fonction définie sur un ensemble E qui explicite l’appartenance ou non à un sous-ensemble F de E de tout élément de E. 
Formellement, la fonction caractéristique d’un sous-ensemble F d’un ensemble E est une fonction :
D'autres notations souvent employées pour la fonction caractéristique de F sont 1F et 𝟙F, voire I (i majuscule).
Le terme de fonction indicatrice est parfois utilisé pour fonction caractéristique. Cette dénomination évite la confusion avec la fonction caractéristique utilisée en probabilité mais en induit une autre, avec la fonction indicatrice en analyse convexe.
(Attention : la fonction 1F peut désigner aussi la fonction identité).

## Propriétés
Le principal intérêt de ces fonctions est de transformer des relations entre ensembles en relations entre des fonctions.
Si A et B sont deux sous-ensembles de E alors
et 
L'application
{\displaystyle \chi :{\mathcal {P}}(E)\to \{0,1\}^{E},\quad A\mapsto \chi _{A}}
est une bijection, de l'ensemble {\displaystyle {\mathcal {P}}(E)} des parties de E dans l'ensemble {0, 1}E des applications de E dans {0, 1}.
Sa bijection réciproque est l'application
{\displaystyle \{0,1\}^{E}\to {\mathcal {P}}(E),\quad f\mapsto f^{-1}(\{1\})},
où f −1({1}) désigne l'image réciproque par f du singleton {1}, c'est-à-dire la partie de E constituée des éléments x tels que f(x) = 1.

## Continuité
Si F est une partie d'un espace topologique E et si la paire {0, 1} est munie de la topologie discrète (qui est la topologie induite par la topologie usuelle de ℝ), l'ensemble des points de E en lesquels la fonction χF : E → {0, 1} est discontinue est la frontière de F.
ExempleE = ℝ et F = ℚ
χℚ : ℝ → {0, 1} est la fonction qui associe 1 à tout rationnel et 0 à tout irrationnel.
La fonction de Dirichlet : ℝ → ℝ est définie de la même manière (autrement dit : sa corestriction à {0, 1} est χℚ).
Dans ℝ, la frontière de ℚ est ℝ (puisque ℚ et ℝ\ℚ sont denses dans ℝ) donc χℚ est discontinue partout.
La fonction de Dirichlet est donc également discontinue partout.

## Mesurabilité
Si (E, Ω) est un espace mesurable (c'est-à-dire si Ω est une tribu sur E), une partie de E est un ensemble mesurable (c'est-à-dire appartient à cette tribu) si et seulement si son indicatrice est une fonction mesurable.